# Hieronymus von Colloredo-Mansfeld

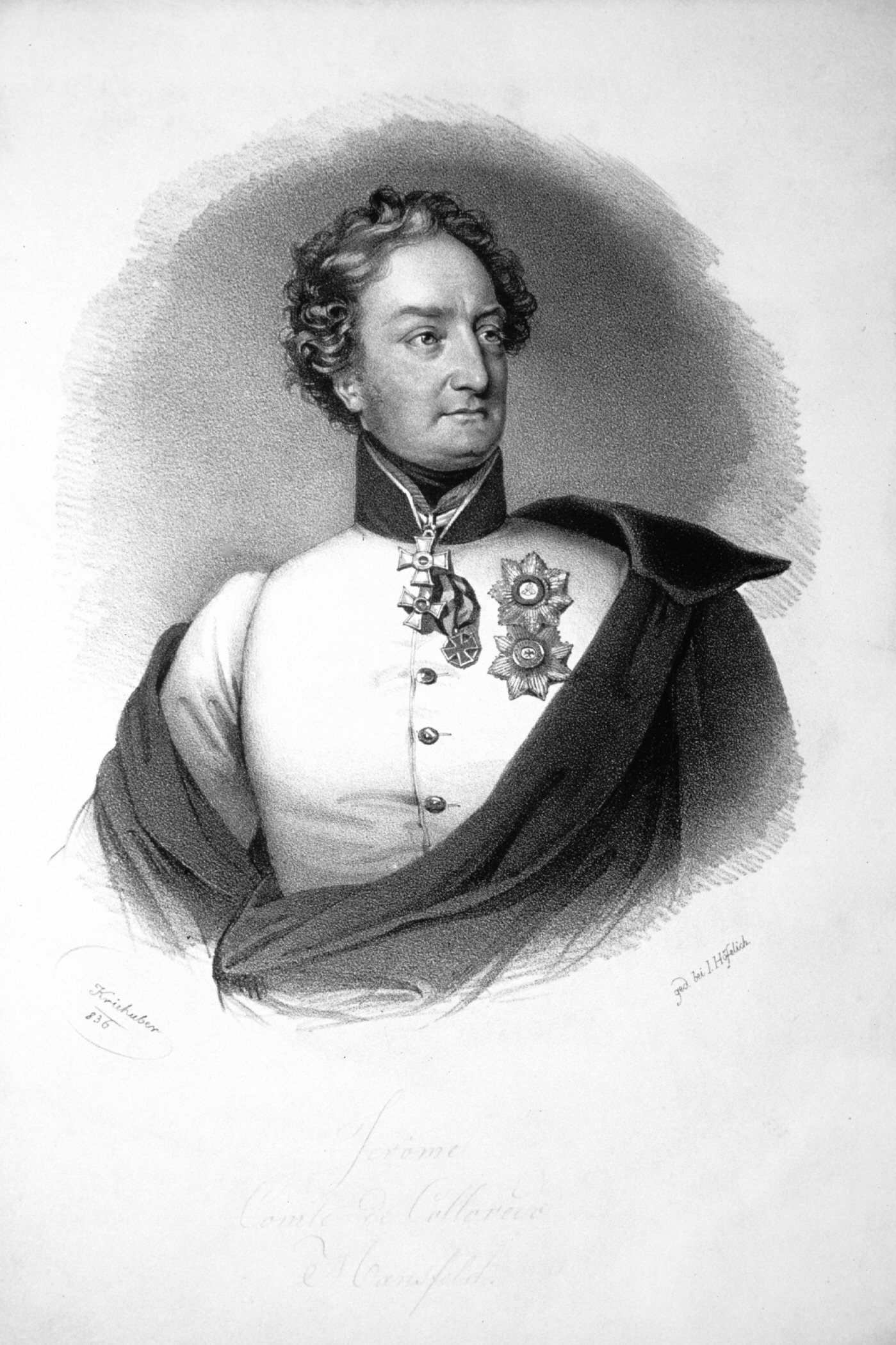
Hieronymus von Colloredo-Mansfeld, Lithografie von Josef Kriehuber, 1836

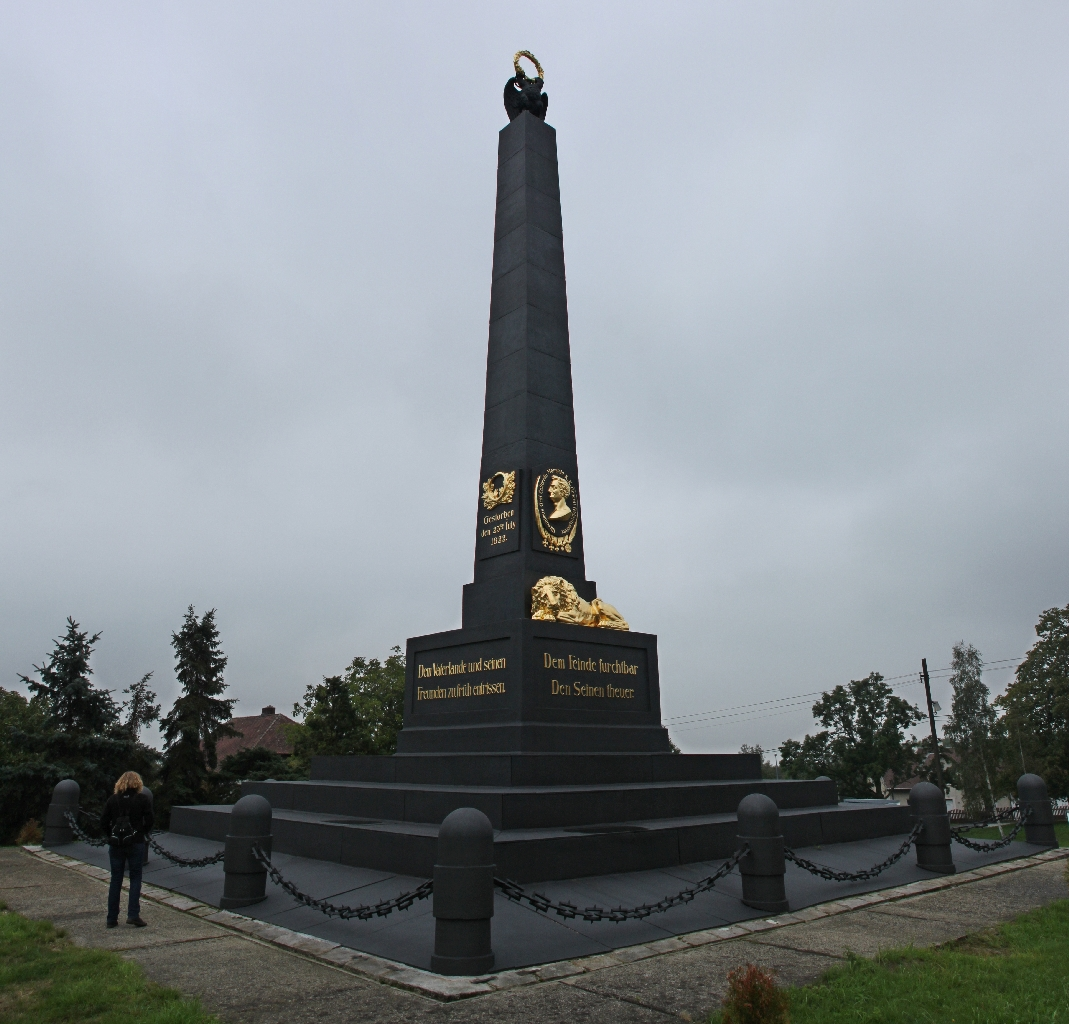
Das Denkmal im Jahr 2015

Hieronymus von Colloredo-Man(n)sfeld (* 30. März 1775 in Wetzlar; † 23. Juli 1822 in Wien) war ein österreichischer General in den Napoleonischen Kriegen.

## Leben
Er war Sohn des Fürsten Franz de Paula Gundaker von Colloredo-Man(n)sfeld, der 1767–70 als Botschafter in Spanien, 1788–1806 als Reichsvizekanzler diente.
Colloredo trat 1792 als Leutnant in die österreichische Armee, wohnte dem Zug des Generals Clerfait in die Champagne bei, machte als Kapitänleutnant die Feldzüge von 1793 und 1794 in Flandern mit und wurde 1794 Kapitän. 1796 machte er unter Wurmser den italienischen Feldzug mit, kämpfte als Oberst in der Schlacht bei Hohenlinden. Am 1. September 1805 zum Generalmajor befördert, zeichnete er sich unter dem Erzherzog Karl am 30. Oktober als Nachfolger des verwundeten Nordmann mit seiner Brigade in der Schlacht bei Caldiero aus. Ferner wohnte er auch dem Feldzug von 1809 in Italien bei, tat sich später als Feldmarschallleutnant bei Raab hervor und deckte den Rückzug nach Komorn. Am Ende des Feldzuges erhielt er das ungarische Infanterie-Regiment Nr. 33.
Am 4. September 1813 erhielt Graf Colloredo das Kommando über das erste Korps der österreichischen Hauptarmee. In dieser Funktion nahm er im Oktober 1813 an der Völkerschlacht bei Leipzig teil.
Beim Vorrücken gegen Troyes wurde er am 5. Februar 1814 an der Brücke von Barce verwundet, daher musste er aus diesem Feldzug ausscheiden. Nach seiner Genesung wurde er Inspekteur der Infanterie in Böhmen. Nach der Rückkehr Napoleons erhielt er ein Korps von 40.000, mit dem er über Basel an den Rhein vorrückte. Das Korps schloss Belfort und Besancon ein. Nach dem Frieden führte der Feldzeugmeister Colloredo die Truppen nach Böhmen zurück. 1822 erkrankte er in Wien an den Spätfolgen seiner Verwundungen.

## Rezeption

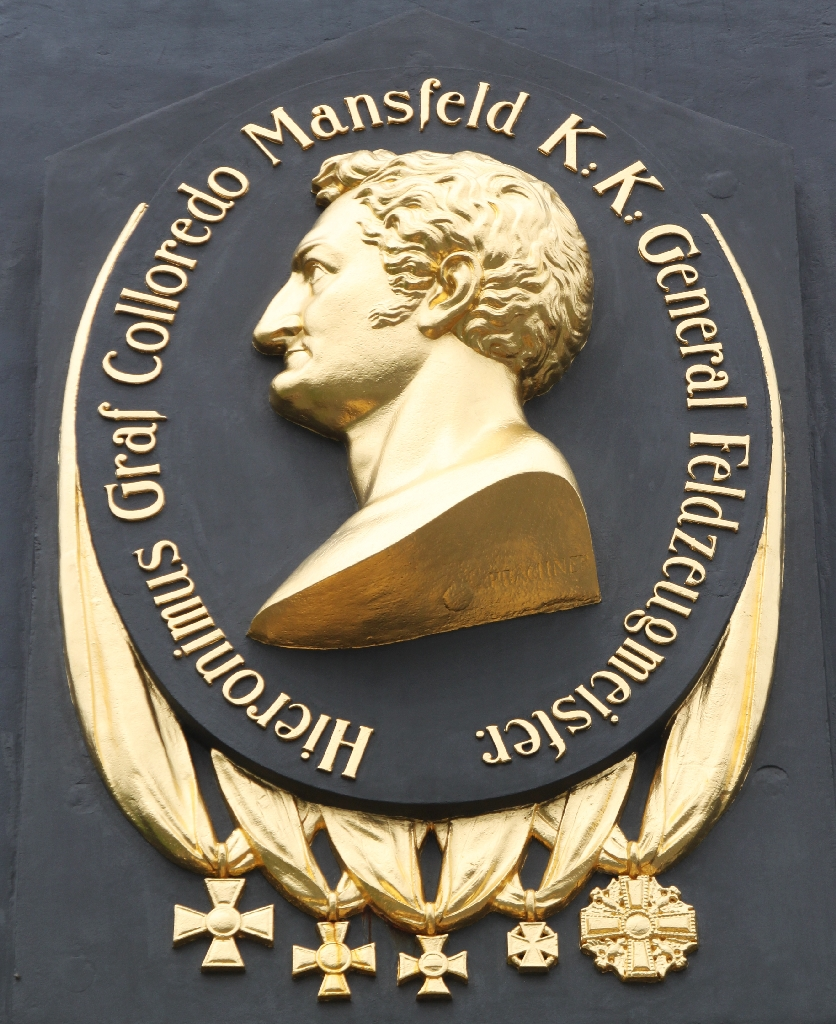
Darstellung von Hieronymus von Colloredo-Mansfeld am österreichischen Denkmal für die Schlacht bei Kulm

Jahrgangsabzeichen „Colloredo-Mansfeld“ der Theresianischen Militärakademie in Wiener Neustadt

Durch die kaiserliche Entschließung von Franz Joseph I. vom 28. Februar 1863 wurde Hieronymus von Colloredo-Mansfeld in die Liste der „berühmtesten, zur immerwährenden Nacheiferung würdiger Kriegsfürsten und Feldherren Österreichs“ aufgenommen, zu deren Ehren und Andenken auch eine lebensgroße Statue in der Feldherrenhalle des damals neu errichteten k.k. Hofwaffenmuseums (heute: Heeresgeschichtliches Museum Wien) errichtet wurde. Die Statue wurde 1868 vom böhmischen Bildhauer Emanuel Max Ritter von Wachstein (1810–1901) aus Carrara-Marmor geschaffen, gewidmet wurde sie von Josef Franz Hieronymus von Colloredo-Mannsfeld (1813–1895).
In Leipzig gab es von 1903 bis 1950 eine Colloredostraße (heute Ernst-Toller-Straße).
Der Ausmusterungsjahrgang 2008 der Theresianischen Militärakademie, der Ausbildungsstätte für Offiziere des österreichischen Bundesheeres in Wiener Neustadt, wurde nach Hieronymus von Colloredo-Mansfeld benannt.

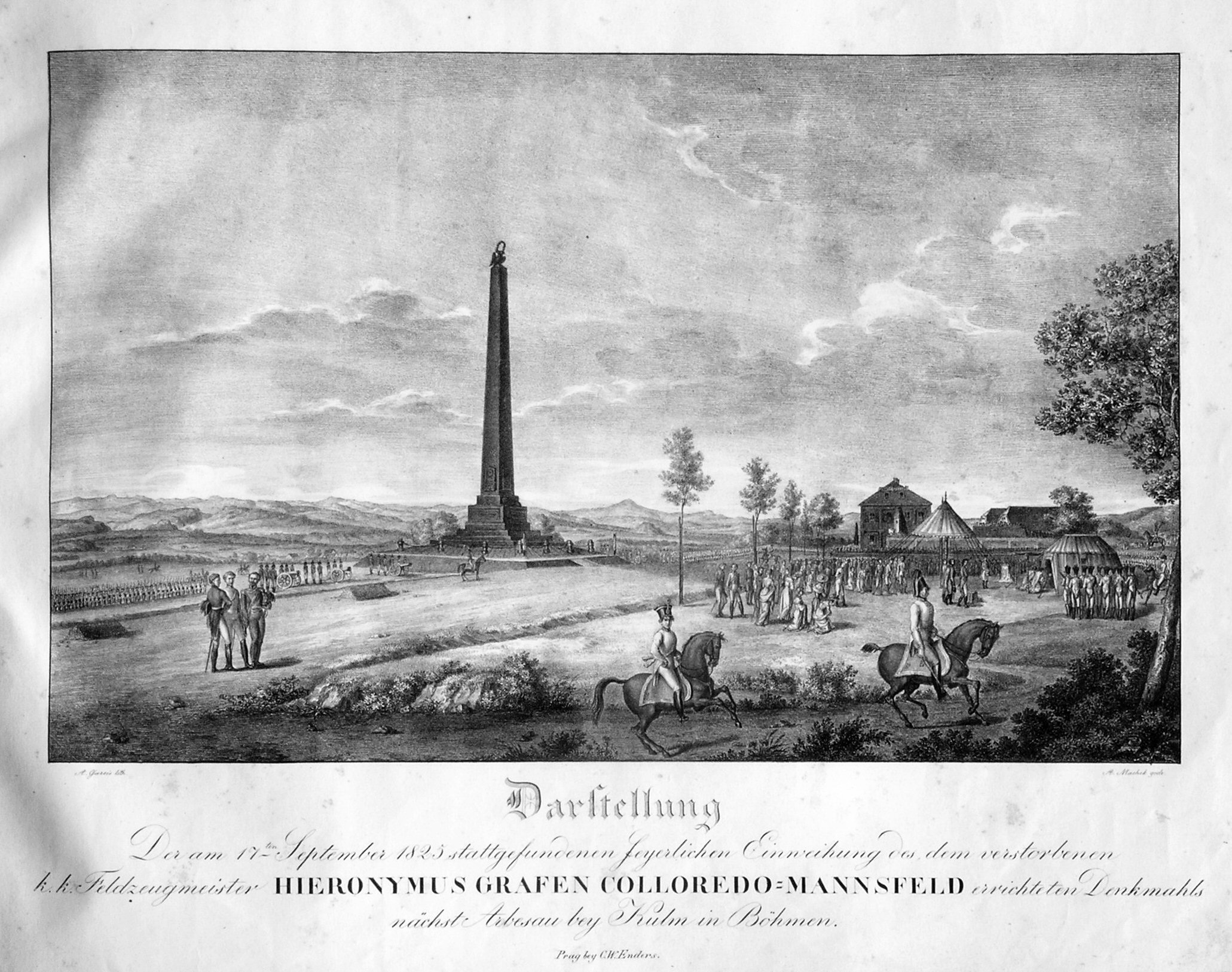
Errichtung des Denkmals für Hieronymus Colloredo-Mansfeld bei Kulm, zeitgenössische Lithographie

## Denkmal des Grafen Hieronymus Colloredo-Mansfeld
Für ihn wurde 1825 im nordböhmischen Arbesau zur Erinnerung seiner Verdienste in der Schlacht bei Kulm ein Denkmal errichtet.
„Im Kulmer Thale (auch das Teplitzer Thal genannt) erhebt sich ein Denkmal, welches dem, bei den hier vorgefallenen Schlachten, am 30. August und 17. September 1813, ruhmvoll mitgestrittenen Helden Grafen Colloredo Mannsfeld im Jahre 1825 errichtet, und den 17. September desselben Jahres feierlich eingeweiht wurde. *)
Die Höhe dieses Monuments beträgt 9 niederösterr. Klaftern oder 54 Wiener Schuh, und ruht auf einem gemauerten Piedestal. Es stellt eine aus gegossenem Eisen verfertigte vierseitige Pyramide vor, auf deren unterstem Würfel sich folgende Inschriften befinden:
Auf dem unteren Theile der Pyramide.
Die Spitze der Pyramide ziert der Kaiserliche Adler, welcher einen Lorbeerkranz hält, Das Piedestal umgibt eine Balustrade.
Auf der Rückseite der Sousbasse steht: Gegossen im fürstl. Fürstenbergischen Gußwerk zu Joachimsthal in Böhmen 1824.
*) In der Buchhandlung des Herrn E. W. Enders in Prag ist eine fein illuminierte Abbildung der Einweihung dieses Denkmals für 6 fl. schwarz 2 fl. E. M. zu haben.“